# The Tangent
The Tangent is een Britse band binnen het circuit van de progressieve rock.
De band is in 2002 opgericht door musici uit de bands Parallel or 90 Degrees (Po90) en The Flower Kings, aangevuld met David Jackson van Van der Graaf Generator en multi-instrumentalist Guy Manning. Het eerste album was oorspronkelijk bedoeld als een solo project van Andy Tillison (Po90), maar The Tangent groeit, met name dankzij de betrokkenheid van Roine Stolt van The Flower Kings, uit tot een volwaardige band. Het eerste album, The music that died alone, komt uit in 2003. De titel van het album is, aldus een voetnoot op de hoes, geïnspireerd op een songtekst van het album Tales From Topographic Oceans van Yes: "What happened to this song we once knew so well", een regel uit het nummer The revealing science of God - Dance of the dawn. 
In 2004 verschijnt het tweede album van The Tangent, The world that we drive through, opgenomen met bijna dezelfde bezetting, met uitzondering van David Jackson, die vervangen wordt door Theo Travis (bekend van o.a. King Crimson). Na de release van dit album gaat de band voor het eerst toeren. Van het optreden op 3 november 2004 in Aschaffenburg wordt een live-cd uitgebracht. De titel van dit live-album, Pyramids and stars is opnieuw geïnspireerd op Tales From Topographic Oceans van Yes, ditmaal op het hoesontwerp van de hand van Roger Dean. 
Op het derde album, A Place In The Queue, speelt Roine Stolt niet meer mee en wordt hij vervangen door een andere Zweedse gitarist, Krister Jonsson. De andere leden van The Flower Kings, Jonas Reingold en Jaime Salazar blijven wel lid van The Tangent. De band wordt in 2005 uitgenodigd om te spelen op het prestigieuze Rites of spring-festival in Philadelphia. In 2007 brengt het Duitse label Inside Out, gespecialiseerd in progressieve rock, een luxe dvd/2-cd uitgave op de markt onder de titel Going off on one, van verschillende optredens uit 2005 en 2006, waaronder delen van het RoS-optreden.  
Eind 2006 stapt mede-oprichtster Sam Baine uit The Tangent, na het stuklopen van haar relatie met Andy Tillison. Vanaf dat moment is Tillison de spil van The Tangent. In 2008 verschijnt de ambitieuze uitgave Not As Good As The Book, een dubbel-cd voorzien van een futuristische 'illustrated novella', geschreven door Tillison en geïllustreerd door Antoine Ettori. Het album bevat deels materiaal dat Tillison en Baine geschreven hadden voor Po90. Gitarist op dit album is Jakko M Jakszyk, ook o.a. bekend van zijn werk voor King Crimson. 
The Tangent heeft de studio al geboekt als SPV in 2009 wordt getroffen door financiële malheur; de band kan dus niet direct een budget krijgen om het vijfde studioalbum op te nemen. Om enige financiën te genereren worden de fans ingeschakeld; er komt een tusseneditie met bestaande afgekeurde opnamen en demo's. Het album, dat de titel krijgt A Place On The Shelf, A Special Enthusiast's Collection, wordt in 100 stuks uitgegeven en de namen van de bestellers worden erin opgenomen; het album wordt gesigneerd. Binnen ettelijke uren is de oplage op en Tillison voelt zich genoodzaakt extra exemplaren bij te laten persen, maar de namen van de laatkomers kunnen niet meer worden opgenomen in het boekwerkje. Op 12 juni 10.00 uur sloot men af voor de 100 exemplaren, tot 16 juni 2009 kon men nog een "gewoon" exemplaar bestellen. In 2010 is een derde oplage via de website van The Tangent beschikbaar gesteld.
Eind 2009 wordt dan alsnog het echte nieuwe studioalbum uitgebracht, Down and out in Paris and London. In tegenstelling tot de eerdere albums is het met uitsluitend Britse musici opgenomen: naast Tillison, Manning en Travis zijn dat Jonathan Barrett en Paul Burgess. 
In juni 2010 werd bekend dat Manning uit de band stapt; hij wil zich meer toeleggen op zijn eigen carrière. Even later vertrekt ook Burgess, die weer gaat toeren met 10cc. Luke Machin komt op gitaar en Michael Gilbourne op slagwerk. De laatste was maar kort lid van de band; drummer in oktober 2010 is Tony Latham. In de samenstelling Tillison-Barrett-Machin-Latham-Travis wordt het zesde studioalbum COMM opgenomen. De openingstrack The Wiki man bevat een keyboard solo van Andrew Roussak die het resultaat is van een  crowdsourcing-actie van Tillison. Om de band met de fans die zelf muzikant zijn te versterken, heeft Tillison via sociale media een oproep uitgezet om een solo (ongeacht het instrument) te leveren aan een van de composities op het nieuwe album. 
Voordat dit album in 2011 wordt uitgebracht, vertrekt Jonathan Barrett vanwege gezondheidsredenen, maar ook een beetje gedesillusioneerd vanwege achterblijvende inkomsten door illegaal downloaden. 
In het najaar van 2012 staat Tillison op het punt The Tangent op te heffen. Het ging niet goed met de financiën en ook binnen de muziekwereld zelf is het crisis. Een samenwerking met een andere Zweedse progressieve rockband, Beardfish, leidt tot niets. Op 20 november 2012 komt Tillison dan toch met het bericht weer te werken aan een nieuw album, met als werktitel: Le sacre du travail, An Electric Sinfonia, vrij naar Le Sacre du Printemps. Het album heeft als thema de routine van een werkdag. De band was weer van samenstelling veranderd: Andy Tillison (zang, toetsinstrumenten), Jonas Reingold (basgitaar, achtergrondzang), Jakko M Jakszyk (gitaar, zang), David Longdon (achtergrondzang), Theo Travis (dwarsfluit en saxofoon) en Gavin Harrison (slagwerk). In eigen beheer brengt Tillison een cd met werkmateriaal voor dit album uit, onder de titel L'Etagère Du Travail, A Companion to Le Sacre Du Travail. 
De opvolger, A Spark In The Aether, verschijnt in 2015 en wordt gepresenteerd als vervolg op het debuutalbum van The Tangent. Het album is een ode aan de grote progressieve-rockbands uit de jaren '70 van de twintigste eeuw, zoals Yes en Emerson, Lake & Palmer. Tillison haalt onder andere herinneringen op aan een concert uit 1971 van die laatstgenoemde band in de Newcastle City Hall. 
Na het verschijnen van dit album is Tillison enige tijd wegens ziekte inactief, maar in juli 2017 verschijnt dan toch het negende officiële studioalbum van The Tangent, The Slow Rust Of Forgotten Machinery, een maatschappijkritisch album met scherpe teksten over onder andere de Brexit en de vluchtelingencrisis in Europa. Het album is voor het eerst niet door Tillison zelf geproduceerd, maar door Luke Machin. 

## Albums
- 2003: The music that died alone
- 2005: the world that we drive through
- 2005: Pyramids and stars (an official live bootleg)
- 2006: A place in the queue
- 2007: Going Off on One (dvd/2-cd)
- 2008: Not as Good as the Book (2-cd)
- 2009: A Place on the Shelf (A special enthusiast's collection) (uitgave in eigen beheer)
- 2009: Down and Out in Paris and London
- 2011: Going Off on Two (live dvd/cd)
- 2011: COMM
- 2012: London or Paris, Berlin or Southend on Sea (in eigen beheer uitgegeven live dvd/cd)
- 2013: Le sacre du travail (voorjaar)
- 2013: L'étagère du travail (uitgave in eigen beheer)
- 2015: A spark in the aether (The music that died alone - volume two)
- 2017: The slow rust of forgotten machinery (or Where do we draw the line now?)
- 2018: Proxy
- 2020: Auto reconnaissance
- 2022: Songs from the hard shoulder
- 2023: Pyramids, stars and other stories (deels met album Pyramids and stars)